# میکل گابای
میکل گابای (سوئدی: Michael Gabay؛ زادهٔ ۲۱ ژانویهٔ ۱۹۴۷) بازیگر اهل سوئد است.
از فیلم‌ها یا برنامه‌های تلویزیونی که وی در آن نقش داشته‌است، می‌توان به برادران شیردل و هری و سونیا اشاره کرد.